# Międzynarodowy Instytut Społeczeństwa Obywatelskiego
Międzynarodowy Instytut Społeczeństwa Obywatelskiego (MISO) – polska niezależna, fundacja non profit, pro publico bono, której celem jest promowanie idei społeczeństwa obywatelskiego, krzewienie postaw obywatelskich oraz działanie na rzecz zwiększenia zaangażowania obywateli w życie publiczne i gospodarcze kraju.

## Działalność
Fundacja została założona 13 stycznia 2012 r. przez Mateusza Komorowskiego. Od samego początku jest apartyjna, nie związana z żadnym wyznaniem i nie prowadzi działalności gospodarczej. Realizuje wiele projektów społeczno–obywatelskich, m.in. międzynarodowe i ogólnopolskie konferencje, kongresy, debaty, warsztaty, szkolenia, seminaria, konkursy, a także aktywnie uczestniczy w licznych przedsięwzięciach i wydarzeniach o zasięgu lokalnym, krajowym i międzynarodowym. Rekomenduje młodych liderów do udziału w krajowych i zagranicznych programach, stażach oraz wizytach studyjnych.

### Cele[2]
- pomoc w zdobywaniu i pogłębianiu wiedzy i kwalifikacji przydatnych obywatelom w ich działalności społeczno–politycznej oraz aktywności zawodowej
- działalność wspomagająca rozwój wspólnot i społeczności lokalnych
- upowszechnianie i ochrona wolności i praw człowieka oraz swobód obywatelskich, a także działań wspomagających rozwój demokracji
- propagowanie samorządności
- działanie na rzecz integracji europejskiej oraz rozwijania kontaktów i współpracy międzynarodowej
- ułatwianie obywatelom kontaktów z instytucjami i organizacjami międzynarodowymi
- rozwój świadomości narodowej, obywatelskiej i kulturowej
- upowszechnianie kultury fizycznej, sportu i turystyki
- promocja i ochrona dziedzictwa przyrodniczego
- upowszechnianie porządku i bezpieczeństwa publicznego oraz przeciwdziałanie patologiom społecznym
- wspomaganie rozwoju gospodarczego i przedsiębiorczości

W ramach działalności statutowej w 2017 r. zostało utworzone Centrum Analiz Międzynarodowego Instytutu Społeczeństwa Obywatelskiego (CA MISO), które jest ośrodkiem analityczno–eksperckim.

### Wybrane projekty
- Kluby Debat (m.in. o Społeczeństwie Obywatelskim[3], o Państwie i Prawie, o Kulturze) (cyklicznie raz w miesiącu)
- Gala Fundacji MISO (cyklicznie w styczniu)
- „Jak rozpoznawać, jak reagować? Wpływ radykalnych treści i dezinformacji w Internecie na młodzież” – cykl webinarów dla nauczycielek i nauczycieli (2021)[4]
- inicjatywa „Praca w dobie czwartej rewolucji przemysłowej” (2020–2021)[5]
- inicjatywa społeczna „My, Solidarni” – wsparcie dla pracowników służby zdrowia oraz innych służb zaangażowanych w walkę z COVID-19 (2020 – obecnie)[6]
- kongres „Praca – nowa solidarność?” (18 listopada 2020)
- szkolenia pt. „Problem radykalizacji prowadzącej do przemocowego ekstremizmu. Prewencja i przeciwdziałanie – rozwiązania systemowe” (2019–2020)[7]
- międzynarodowa konferencja z cyklu „Polska–Europa–Świat. Dylematy bezpieczeństwa globalnego” na temat: „Unia Europejska i NATO jako fundament euroatlantyckiego systemu bezpieczeństwa. Pozycja Polski – sukces czy niespełnione oczekiwania?” (09 maja 2019)[8]
- Warsztaty Obywatelskie (2018 – obecnie)
- ogólnopolska konferencja pt. „Społeczeństwo obywatelskie w dobie mediów społecznościowych” (09 października 2017)[9]
- ogólnopolska konferencja naukowa „Gwarancje ochrony konstytucyjnych praw i wolności jednostki” (23 maja 2014)
- ogólnopolski konkurs na esej pod hasłem: „Społeczeństwo obywatelskie w oczach młodzieży” (05 listopada 2012)[10]

## Władze fundacji

### Zarząd[11]
- Mateusz Komorowski – fundator i prezes
- dr Maciej Pisz – wiceprezes
- Annemarie Vanlangendonck – sekretarz
- Stefan Kabat – członek zarządu
- Maciej Wewiór – członek zarządu

### Rada programowa[12]
| - prof. Renata Mieńkowska-Norkiene – przewodnicząca | - prof. Tadeusz Bodio             | - gen. Krzysztof Bondaryk     | - red. Paweł Bukrewicz          |
| - prof. Marek Chmaj                                 | - prof. Filip Elżanowski          | - Renata Gabryjelska          | - prof. Jolanta Itrich-Drabarek |
| - prof. Jacek Jassem                                | - dr Nagmeldin Karamalla          | - prof. Wawrzyniec Konarski   | - prof. Aleksander Łuczak       |
| - mec. Dariusz Maciejuk                             | - prof. Katarzyna Małysa-Sulińska | - prof. Joanna Marszałek-Kawa | - gen. Janusz Nosek             |
| - dr Andrzej Olechowski                             | - red. Maciej Orłoś               | - prof. Witold Orłowski       | - prof. Ryszard Piotrowski      |
| - nadinsp. Adam Rapacki                             | - Karol Reczkin                   | - prof. Michał Rusinek        | - mec. Piotr Schramm            |
| - prof. Krystyna Skarżyńska                         | - gen. dr Jarosław Stróżyk        | - Maciej Stuhr                | - red. Wojciech Szeląg          |
| - prof. Konstanty Adam Wojtaszczyk                  | - Łukasz Zagrobelny               | - mec. Andrzej Zwara          |                                 |